# 50 Cent

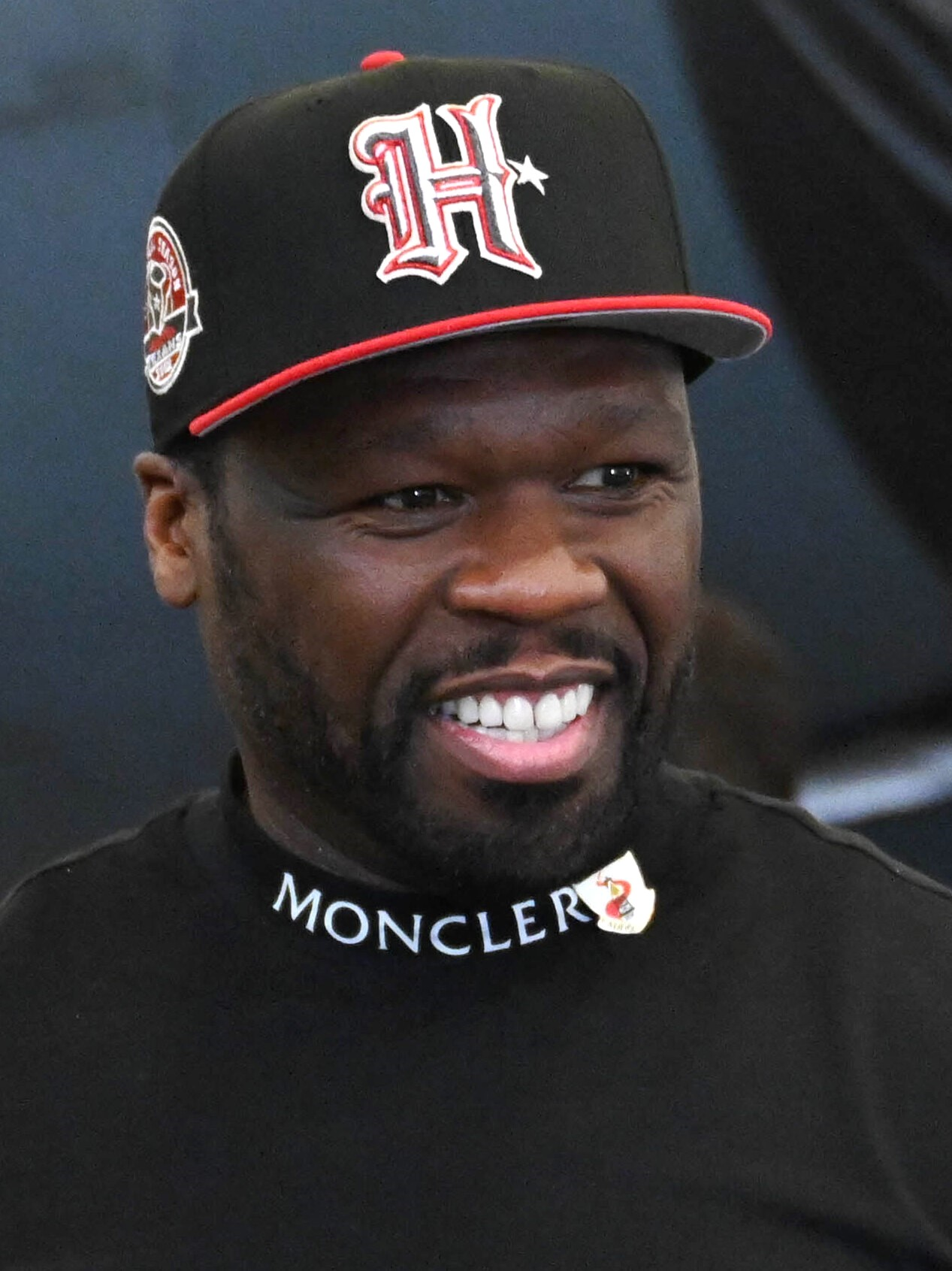
50 Cent (2024)

50 Cent, bürgerlich Curtis James Jackson III (* 6. Juli 1975 in Queens, New York City), ist ein US-amerikanischer Rapper, Songwriter und Schauspieler. Nach der Entdeckung durch Jam Master Jay wurde er mehrfach angeschossen und von seinem Plattenlabel entlassen. 2003 entdeckten Eminem und Dr. Dre ihn erneut. 50 Cent hat mehrere Millionen Platten verkauft. Sein Leben wurde in Get Rich or Die Tryin’ (2005) verfilmt.

## Leben
Curtis Jackson wuchs im Viertel South Jamaica des New Yorker Stadtteils Queens in ärmlichen Verhältnissen auf. Seinen Vater kannte er nicht, und seine Mutter wurde in ihrem Haus ermordet, als er acht Jahre alt war. Unbekannte waren in ihr Haus eingedrungen und drehten, während sie schlief, den Gashahn auf, sodass sie an dem Gas erstickte. Nach ihrem Tod lebte Jackson bei seinen Großeltern. Da er bereits durch seine Mutter Verbindungen zum Drogengeschäft gehabt hatte, handelte er schon als 12-Jähriger mit Drogen und verbüßte mehrere kurze Gefängnisstrafen; die erste große Strafe bekam er mit 18 Jahren.
Entdeckt wurde er vom mittlerweile ermordeten Jam Master Jay (Run-D.M.C.), der ihn für sein Label unter Vertrag nahm. Nachdem sich der Plattenvertrag bei Jam Master als unproduktiv erwiesen hatte, wechselte er zu Columbia Records. Dort entstand sein Debütalbum Power of the Dollar. Bevor es veröffentlicht werden konnte, stachen Unbekannte Jackson vor einem Tonstudio nieder. Bei einer Schießerei am 24. Mai 2000 vor dem Haus seiner Großeltern trafen ihn neun Kugeln in Gesicht, Arme und Beine; er wurde jedoch schon nach 13 Tagen wieder aus dem Krankenhaus entlassen.
Seine Plattenfirma löste den Vertrag auf, um weitere Negativpresse zu vermeiden, und verschob die Veröffentlichung des Albums auf unbestimmte Zeit. Einige der für dieses Album bestimmten Stücke sind auf der 2002 veröffentlichten CD Guess Who’s Back? zu hören.
Nach seiner Rückkehr in das Drogenmilieu wurde Jackson zum zweiten Mal entdeckt. Eminem nahm ihn 2002 bei seinem Label Shady Records (und gleichzeitig auch bei Aftermath Entertainment) unter Vertrag.

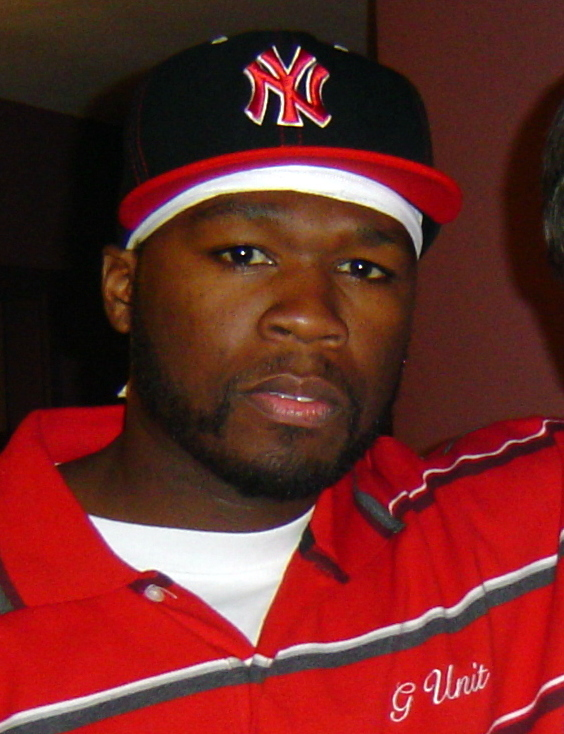
50 Cent (2006)

Im Mai 2005 wurde Jackson zu zwei Jahren Bewährung mit regelmäßigen Drogentests und Antiaggressionstraining verurteilt, weil er auf einem Konzert in Springfield im Mai 2004 drei Frauen verletzt und eine Schlägerei ausgelöst hatte. Er gestand die Körperverletzung und nahm die Auflagen an, um einer drohenden Gefängnisstrafe zu entgehen.
Im Juni 2012 wurde Jackson in einen Autounfall verwickelt und musste infolgedessen für kurze Zeit ins Krankenhaus. Ein LKW war auf dem Highway auf ihn aufgefahren.
Nachdem er erst eine Woche zuvor für die Veröffentlichung eines privaten Sexvideos von Lastonia Leviston zu einem Schadensersatz in Höhe von fünf Millionen US-Dollar verurteilt worden war, meldete Jackson am 13. Juli 2015 mit kolportierten 45 Millionen US-Dollar Privatinsolvenz an.
Anlässlich der Präsidentschaftswahl in den Vereinigten Staaten 2020 erklärte Jackson, den Amtsinhaber Donald Trump zu unterstützen.

## Karriere
Sein 2003 veröffentlichtes Album Get Rich or Die Tryin’ war in den USA mit 6,5 Millionen verkauften Exemplaren das erfolgreichste Album des Jahres. Weltweit verkaufte es sich 15 Millionen Mal, es wurde von der RIAA neunmal mit Platin ausgezeichnet. In einem Fernsehinterview verriet Jackson, dass sein Lieblingstitel „Many Men“ ist. Mit diesem Lied könne er sich identifizieren, da viele Menschen ihn hassen würden, ihn töten wollten und dass das Leben im Ghetto sehr schwer sei. Am 8. März 2005 kam das zweite Album The Massacre in den Handel, das in zahlreichen Ländern Platz eins der Albumhitparaden erreichte. Es bekam in den Vereinigten Staaten fünf Platinauszeichnungen. Zudem hatten viele seiner Singles aus dem Album großen Erfolg (unter anderem Candy Shop mit Platz eins in den US-amerikanischen Billboard Hot 100 und in den deutschen Singlecharts). So platzierten sich zwischen Februar und April gleichzeitig bis zu drei Singles seines Albums sowie zwei Singles von The Game, an denen er beteiligt war – also bis zu fünf Songs mit seiner Beteiligung – in den US-Charts.
Im Sommer 2005 drehte 50 Cent einen autobiografischen Film, der sein Leben und seinen Werdegang zeigen soll. Dieser heißt wie sein bisher bestverkauftes Album Get Rich or Die Tryin’. Die Dreharbeiten fanden in Kanada statt. Die Werbung für den Film wurde kontrovers diskutiert, da sie das Tragen von Schusswaffen verherrliche. Jacksons Film wurde in Deutschland am 12. Januar 2006 in den Kinos veröffentlicht. Das dazugehörige Album war seit dem 15. November 2005 erhältlich. Die Kritiken zum Film waren überwiegend negativ. Bei Rotten Tomatoes erhielt der Film lediglich eine Wertung von 16/100, wobei 70 % des Publikums ihn als gut bewerteten.

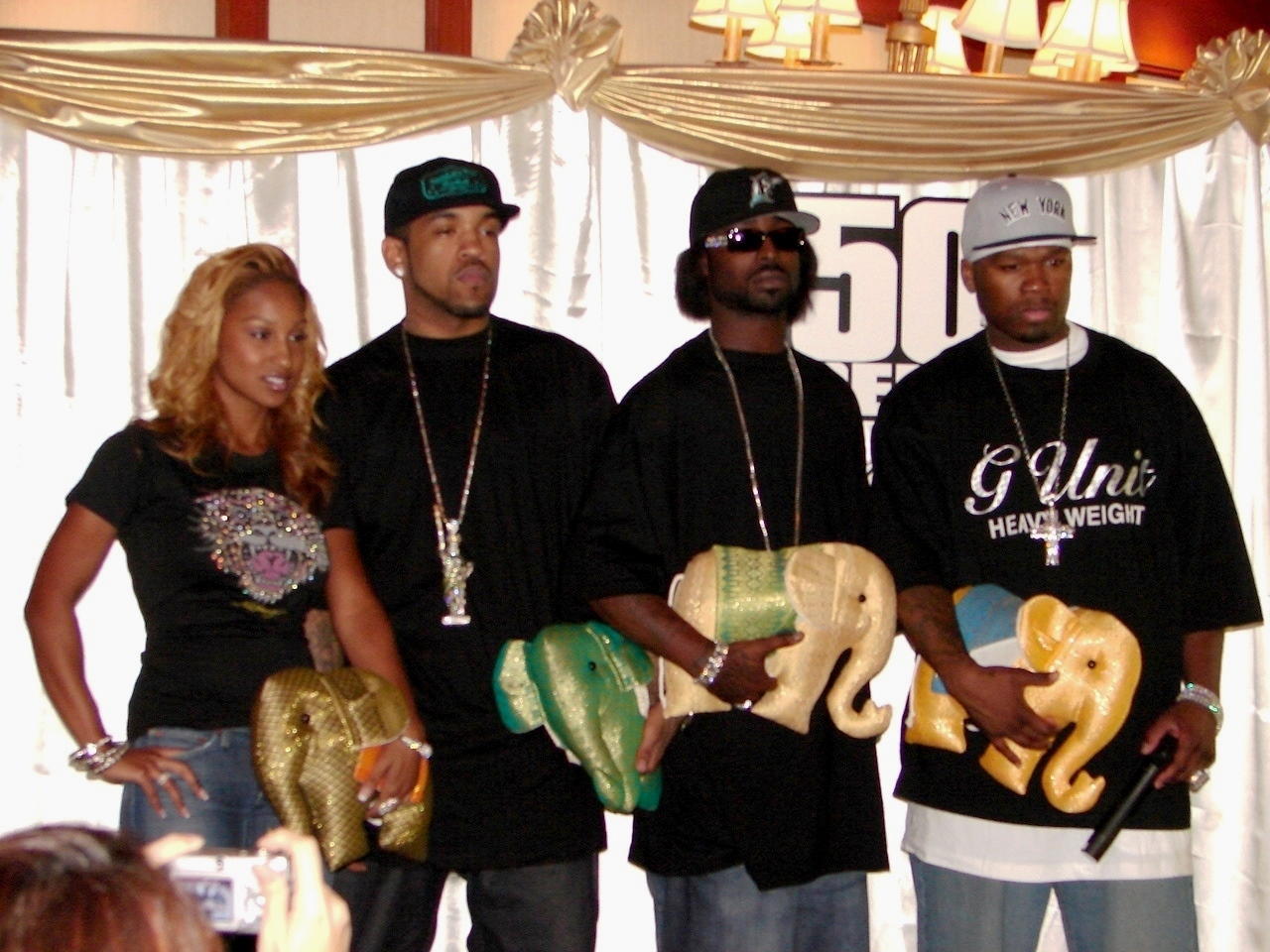
G-Unit im Jahr 2006. V. l. n. r.: Olivia, Lloyd Banks, Young Buck, 50 Cent.

50 Cent ist der Gründer der Hip-Hop-Gruppe G-Unit, die seit seinem Durchbruch als Solokünstler in den Mittelpunkt des Interesses gerückt ist. 2003 erschienen von dieser Gruppierung das gemeinsame Werk Beg for Mercy, Lloyd Banks Debütalbum The Hunger for More und Young Bucks Soloalbum Straight Outta Cashville. Die Alben erreichten hohe Verkaufszahlen. Im Jahr 2005 wurde The Documentary veröffentlicht, das erste Album des Rappers The Game. Dieser war ebenfalls ein Mitglied der G-Unit, wurde aber nach einigem Hin und Her von Jackson der Gruppe verwiesen. Einziges weibliches Mitglied der G-Unit war die R&B-Sängerin Olivia, die im Jahr 2007 ausstieg. Im August 2005 veröffentlichte das kurze Zeit zuvor noch inhaftierte G-Unit-Mitglied Tony Yayo sein Debütalbum Thoughts of a Predicate Felon. Jackson hat außerdem die G-Unit ausgeweitet, indem er Mase, Mobb Deep, Spider Loc und M.O.P. bei der G-Unit-Records unter Vertrag nahm. Am 11. September 2007 erschien sein drittes Soloalbum namens Curtis, welches sich zwar gut in den Charts platzieren konnte, aber in den Verkäufen lange nicht an den Erfolg der ersten beiden Alben anschließen konnte.
Sein viertes Studioalbum Before I Self Destruct erschien am 9. November 2009, nachdem das Veröffentlichungsdatum mehrere Male verschoben worden war. Neben Dr. Dre, der drei Lieder produzierte, und Havoc von Mobb Deep arbeiteten eher unbekannte Produzenten an dem Album. In den Billboard-Charts erreichte das Album Platz 5, in Deutschland Platz 36, in der Schweiz Platz 13 und in Österreich Platz 41.

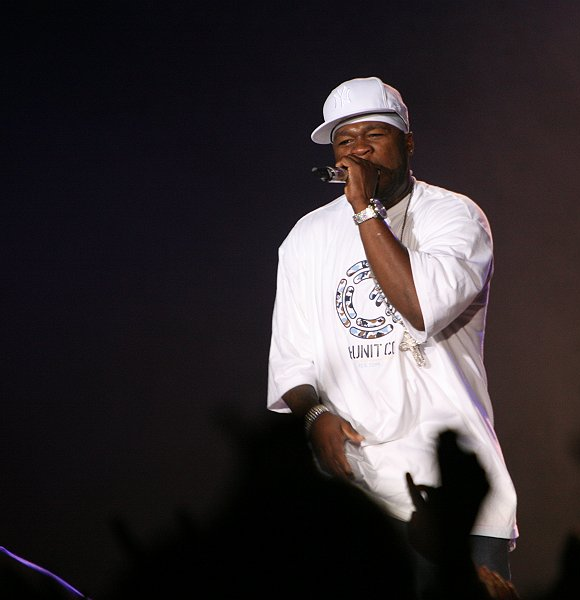
50 Cent bei einem Konzert in Stockholm im Juni 2009

Als fünftes Studioalbum war für November 2011 Black Magic angekündigt. Am 27. Juli 2011 leakte das als erste Single geplante Lied I’m on It, wofür Jackson dem Label öffentlich die Schuld gab – denn dieser sei der einzige der 41 aufgenommenen Tracks gewesen, den der Rapper an Interscope weitergegeben habe. Im Gegenzug werde er ein Lied aus Dr. Dres kommendem Album leaken. Nur einen Tag später zog Jackson seine Aussagen zurück und entschuldigte sich bei Interscope und Dre.
Anfang August wurde klar, dass Black Magic nicht veröffentlicht werden würde. Stattdessen werde 50 Cent sich auf ein traditionelles Hip-Hop-Album konzentrieren. Im Juli 2012 veröffentlichte Jackson ein Mixtape namens Five (Murder By Numbers) zum freien Download. Im Februar 2013 sollte das fünfte Studioalbum Street King Immortal erscheinen, dieses wurde allerdings nie veröffentlicht.
Am 20. Februar 2014 gab 50 Cent bekannt, dass er nicht mehr bei Shady Records unter Vertrag steht. Am 30. Mai 2014 veröffentlichte er sein fünftes Studioalbum namens Animal Ambition.
Am 31. März 2017 erschien das Greatest-Hits-Album Best of 50 Cent, das vor allem Lieder seiner ersten vier Studioalben enthält.

## Unternehmerische Tätigkeit
Unter dem Label G-Unit vermarktet Jackson eine Bekleidungslinie, Handy-Klingeltöne, Videospiele und Groschenromane. Im Gegenzug zu einem Werbevertrag mit der in New York beheimateten Getränkefirma Glacéau, welche für ihn in ihrer Vitaminwasser-Sparte das Getränk „Formula 50“ auf den Markt brachte, übernahm er einen Aktienanteil von 10 % an Glaceau. Im Mai 2007 wurde Glaceau Inc. von der Coca-Cola Corporation für 4,1 Milliarden US-Dollar übernommen, was dem Rapper einen Gewinn von mehreren 100 Millionen US-Dollar eingebracht haben soll. Bereits zuvor wurde sein Vermögen auf 100 Millionen US-Dollar geschätzt; gemäß Forbes Magazine verdiente er allein im Jahr 2006 32 Millionen US-Dollar, (2005: 19,7 Millionen US-Dollar).

## Diskografie
Studioalben

| Jahr | Titel Musiklabel                                            | Höchstplatzierung, Gesamtwochen, AuszeichnungChartplatzierungen (Jahr, Titel, Musiklabel, Platzierungen, Wochen, Auszeichnungen, Anmerkungen) | Höchstplatzierung, Gesamtwochen, AuszeichnungChartplatzierungen (Jahr, Titel, Musiklabel, Platzierungen, Wochen, Auszeichnungen, Anmerkungen) | Höchstplatzierung, Gesamtwochen, AuszeichnungChartplatzierungen (Jahr, Titel, Musiklabel, Platzierungen, Wochen, Auszeichnungen, Anmerkungen) | Höchstplatzierung, Gesamtwochen, AuszeichnungChartplatzierungen (Jahr, Titel, Musiklabel, Platzierungen, Wochen, Auszeichnungen, Anmerkungen) | Höchstplatzierung, Gesamtwochen, AuszeichnungChartplatzierungen (Jahr, Titel, Musiklabel, Platzierungen, Wochen, Auszeichnungen, Anmerkungen) | Anmerkungen                                                    |
| Jahr | Titel Musiklabel                                            | DE | AT | CH | UK | US | Anmerkungen                                                    |
| ---- | ----------------------------------------------------------- | --- | --- | --- | --- | --- | -------------------------------------------------------------- |
| 2003 | Get Rich or Die Tryin’ Shady / Aftermath / Interscope (UMG) | DE4 Gold · (59 Wo.)DE | AT16 (30 Wo.)AT | CH8 Platin · (140 Wo.)CH | UK2 ×4Vierfachplatin · (231 Wo.)UK | US1 ×9Neunfachplatin · (258 Wo.)US | Erstveröffentlichung: 6. Februar 2003 Verkäufe: + 15.600.000   |
| 2005 | The Massacre Shady / Aftermath / Interscope (UMG)           | DE1 ×2Doppelplatin · (39 Wo.)DE | AT2 Platin · (32 Wo.)AT | CH2 Platin · (46 Wo.)CH | UK1 ×3Dreifachplatin · (41 Wo.)UK | US1 ×6Sechsfachplatin · (57 Wo.)US | Erstveröffentlichung: 3. März 2005 Verkäufe: + 11.250.000      |
| 2007 | Curtis Shady / Aftermath / Interscope (UMG)                 | DE2 Gold · (10 Wo.)DE | AT4 Gold · (10 Wo.)AT | CH1 (15 Wo.)CH | UK2 Platin · (12 Wo.)UK | US2 Gold · (27 Wo.)US | Erstveröffentlichung: 11. September 2007 Verkäufe: + 3.450.000 |
| 2009 | Before I Self Destruct Shady / Aftermath / Interscope (UMG) | DE36 (2 Wo.)DE | AT41 (4 Wo.)AT | CH13 (7 Wo.)CH | UK22 Gold · (6 Wo.)UK | US5 Gold · (20 Wo.)US | Erstveröffentlichung: 9. November 2009 Verkäufe: + 1.250.000   |
| 2014 | Animal Ambition: An Untamed Desire to Win G-Unit (Caroline) | DE35 (1 Wo.)DE | AT38 (1 Wo.)AT | CH9 (4 Wo.)CH | UK21 (2 Wo.)UK | US4 (13 Wo.)US | Erstveröffentlichung: 3. Juni 2014 Verkäufe: + 205.000         |

## Filmografie (Auswahl)
- 2005: Get Rich or Die Tryin’
- 2006: Home of the Brave
- 2008: Kurzer Prozess – Righteous Kill (Righteous Kill)
- 2009: Dead Man Running
- 2009: Streets of Blood
- 2010: Gun
- 2010: Twelve
- 2010: Caught in the Crossfire
- 2010: Morning Glory
- 2010: 13
- 2011: Set Up
- 2011: All Things Fall Apart – Wenn alles zerfällt … (All Things Fall Apart)
- 2012: Freelancers
- 2012: The Finder (Folge 1x08)
- 2012: Fire with Fire – Rache folgt eigenen Regeln (Fire with Fire)
- 2013: Escape Plan
- 2013: Frozen Ground (The Frozen Ground)
- 2014: The Prince – Only God Forgives (The Prince)
- 2014–2020: Power (Fernsehserie, 39 Folgen)
- 2015: Spy – Susan Cooper Undercover (Spy)
- 2015: Southpaw
- 2018: Escape Plan 2: Hades
- 2018: Criminal Squad (Den of Thieves)
- 2019: Escape Plan 3: The Extractors (Escape Plan: The Extractors)
- 2020: For Life (Fernsehserie)
- 2023: The Expendables 4 (Expend4bles)
- 2024: Boneyard

## Auszeichnungen
2003:
- American Music Award in den Kategorien Favorite Rap/Hip-Hop Male Artist und Favorite Rap/Hip-Hop Album (Get Rich or Die Tryin’)
- Billboard Music Award in den Kategorien Artist of the Year, R&B Artist of the Year, Rap Artist of the Year, Top Billboard 200 Album (Get Rich or Die Tryin’)

2004:
- Bravo Otto in Gold in der Kategorie HipHop International
- Echo in der Kategorie Hip-Hop/R&B International
- BRIT Awards in der Kategorie International Breakthrough Act
- Edison in der Kategorie Pop

2005:
- American Music Award in der Kategorie Favorite Rap/Hip-Hop Album (The Massacre)
- Billboard Music Awards 2005: Artist of the Year, Hot 100 Artist of the Year, R&B/Hip-Hop Artist of the Year, Album of the Year (The Massacre), Ringtone of the Year (Candy Shop),
- Bravo Otto in Gold in der Kategorie HipHop International

2006:
- Echo in der Kategorie Hip-Hop/R&B International

2008:
- Echo in der Kategorie Hip-Hop/R&B International

2010:
- Grammy in der Kategorie Best Rap Performance By a Duo/Group (Crack a Bottle mit Eminem und Dr. Dre)

2020:
- Stern auf dem Hollywood Walk of Fame[24]